# Sensenfische
Die Sensenfische (Trachipteridae) oder Bandfische (nicht zu verwechseln mit den ebenso genannten Cepolidae) sind eine Familie der Glanzfischartigen (Lampriformes). Die zehn 1,1 bis 3 Meter lang werdenden Arten leben pelagisch in allen Weltmeeren einschließlich des Mittelmeers und des nördlichen Polarmeers.

## Merkmale
Sensenfische haben Cycloidschuppen oder modifizierte Ctenoidschuppen, die mit Tuberkeln versehen sein können. Die durch Guaninplättchen in der Haut silberfarbenen Fische haben eine lange, die ganze Körperlänge umfassende Rückenflosse, die mit roten Muskelfasern ständig wellenartig bewegt wird. Die kleine Schwanzflosse besteht nur aus dem fast rechtwinklig aufwärts gerichteten oberen, fächerförmigen Lobus. Eine Afterflosse fehlt. Die Bauchflossen haben eine einzelne bis zehn Flossenstrahlen, die Brustflossen sind klein und waagrecht ausgerichtet. Die Augen sind groß. Eine Schwimmblase ist, wenn überhaupt, nur noch rudimentär vorhanden. Im Laufe des Wachstums verändert sich die Körpergestalt stark (Allometrie). Die Anzahl der Wirbel beträgt 62 bis 111. Sensenfische haben keine Rippen, ihr Schultergürtel ist klein. Das Skelett ist zerbrechlich, die mineralarmen und wasserreichen Knochen sind leicht.
Ihre normale Schwimmhaltung ist schräg, mit dem Kopf nach oben, die Längsachse der Fische bildet einen Winkel von etwa 60° zur Horizontalen. Nur beim schnellen Schwimmen liegen sie waagrecht im Wasser. Die Jugendstadien der Sensenfische haben lange Flossenstrahlen, die als Schwebefortsätze dienen. Bei Island sah man Schwärme mit Hunderten von Bandfischen der Gattung Trachipterus.
Sensenfische sind fossil mit der Gattung Protolophotus aus dem Oligozän bekannt.

## Systematik

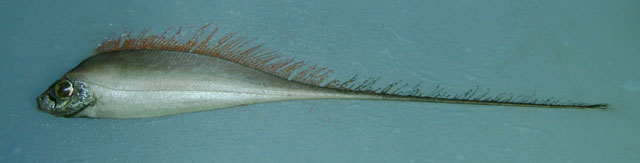
Desmodema polystictum

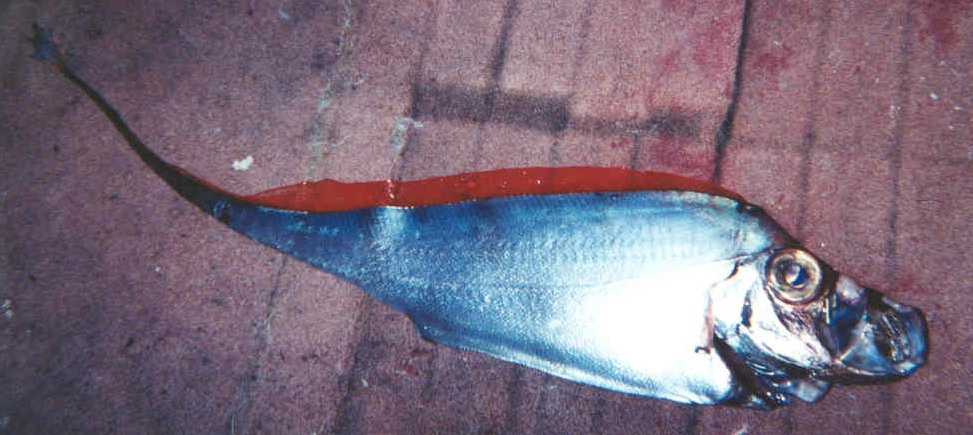
Zu cristatus

Die Sensenfische werden in drei Gattungen aufgeteilt:
- Gattung Desmodema
  - Desmodema lorum Rosenblatt & Butler, 1977.
  - Desmodema polystictum (Ogilby, 1898).
- Gattung Trachipterus
  - Trachipterus altivelis Kner, 1859.
  - Trachipterus arawatae Clarke 1881
  - Bandfisch (Trachipterus arcticus) (Brünnich, 1771).
  - Trachipterus fukuzakii Fitch, 1964.
  - Trachipterus ishikawae Jordan & Snyder, 1901.
  - Trachipterus jacksonensis (Ramsay, 1881).
  - Trachipterus trachypterus (Gmelin, 1789).
- Gattung Zu
  - Zu cristatus (Bonelli, 1819).
  - Zu elongatus Heemstra & Kannemeyer, 1984.